# Louisa Krause

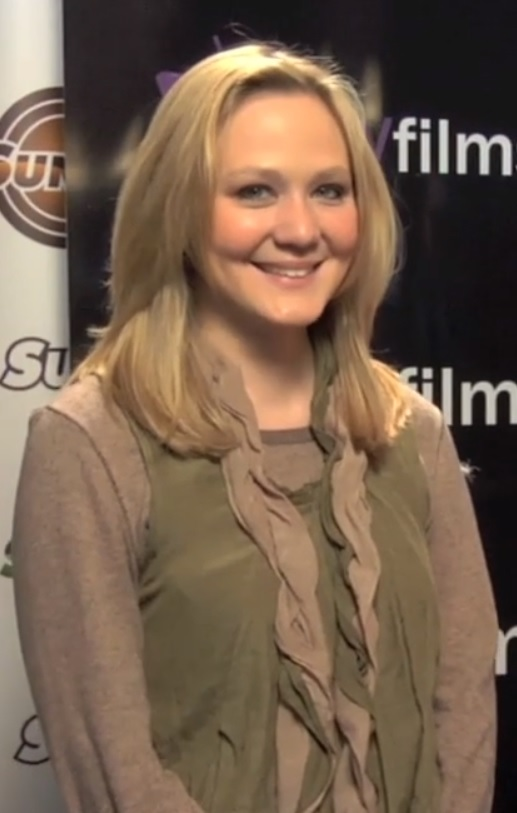
Louisa Krause, 2011

Louisa Krause (* 20. Mai 1986 in Falls Church, Virginia) ist eine US-amerikanische Film-, Fernseh- und Theaterschauspielerin, die auch als Musicaldarstellerin tätig ist. In The Girlfriend Experience spielte sie eine Hauptrolle.

## Leben
Krause ist in Falls Church (Virginia) geboren und aufgewachsen. Ihr Vater ist Halbjapaner aus Okinawa und ihre Mutter Amerikanerin. Ihr jüngerer Bruder Nathaniel ist Regisseur. Sie begann sich in ihrer Jugend für Kunst und Schauspiel zu interessieren, während sie an der Washington School of Ballet in Washington, D.C. Tanz studierte. Nachdem Krause auf die High School gekommen war, trat der Tanz in den Hintergrund, während sie begann, in verschiedenen Schauspielstücken und Musicals zu spielen, darunter in Side Show als Violet Hilton, Gypsy als Mama Rose und Equus als Dora Strang. Nach dem Abschluss der High School trug sie sich in der Carnegie Mellon Drama School ein. Bald nach Studienbeginn begann sie als professionelle Schauspielerin zu wirken. Sie erarbeitete sich ihr Startkapital mit der Performance in einer Sommerlager-Produktion des Musicals Aida.

## Film
Louisa Krause machte ihre ersten Filmerfahrungen im Jahr 2007 mit Nebenrollen in The Speed of Life (Regie: Jeff Lester) und The Babysitters: Für Taschengeld mache ich alles (Regie: David Ross). 2009 trat sie im Film Taking Woodstock des Regisseurs Ang Lee als Jesse und in Toe to Toe (Regie: Emily Abt) in Erscheinung.
Krause ist bekannt für ihre Arbeit in Independentfilmen und hatte Auftritte in verschiedenen Kurzfilmen. 2011 verkörperte sie in Jason Reitmans Mainstream-Filmkomödie Young Adult eine Hotelrezeptionistin im Gothic-Stil. Diese Szene mit Charlize Theron in der Hauptrolle als Mavis Gary wurde für Werbezwecke genutzt und im Trailer sowie in Fernsehspots für den Film gezeigt. Im gleichen Jahr trat Krause in der Rolle des Sektenmitglieds Zoe neben Elizabeth Olsen und John Hawkes in Martha Marcy May Marlene (Regie: Sean Durkin) auf. In diesen Film wurde sie durch ihre Arbeit beim Sundance Film Festival eingebunden. Krause verkörpert mit King Kelly in King Kelly – Drogen, Sex und andere Katastrophen (Regie: Andrew Neel) die Hauptrolle. Die Independent-Satire lief auf diversen Festivals; so hatte sie Premiere auf dem South-by-Southwest-Festival und wurde auf dem Golden Horse Film Festival sowie dem Bucheon International Fantastic Film Festival gezeigt, wo Krause als beste Schauspielerin ausgezeichnet wurde.
In der Rolle der Marla spielt Krause in Bluebird (2013) neben John Slattery, Amy Morton und Margo Martindale. 2015 spielte sie als Irish Annie neben Michael Pitt in You Can't Win, einer Verfilmung von Jack Blacks gleichnamigem Roman von 1926.

## Fernsehen
Louisa Krause spielt in unterschiedlichen Rollen in Fernsehserien, so in Law & Order (2008), Criminal Intent – Verbrechen im Visier (2010) und in Blue Bloods – Crime Scene New York (2011).

## Theater
Krause spielte in drei Off-Broadway-Schauspielen. 2007 spielte sie die Hauptrolle der Iphigenia in der Signature Theatre Company-Produktion Iphigenia 2.o von Charles Mee – Regie: Tina Landau. Louisa Krause spielte bei der Weltpremiere von In a Dark Dark House – (deutscher Titel: In einem finsteren Haus), von Neil LaBute eine Hauptrolle. In der Rolle der Rose spielte Krause im März 2013 bei der Weltpremiere von Annie Bakers The Flick im Playwrights Horizons. Den Charakter verkörperte sie zwei Jahre später erneut, diesmal am Barrow Street Theatre.

## Auszeichnungen
- 2013: Bucheon International Fantastic Film Festival – Best Actress für King Kelly – Drogen, Sex und andere Katastrophen

## Filmografie (Auswahl)
Film
- 2007: The Speed of Life
- 2007: The Babysitters: Für Taschengeld mache ich alles (The Babysisters)
- 2008: Communion (Kurzfilm)
- 2009: Taking Woodstock
- 2009: Toe to Toe
- 2011: The Disarticulation of Sarah Danner (Kurzfilm)
- 2011: Dog Hair (Kurzfilm)
- 2011: Martha Marcy May Marlene
- 2011: Return
- 2011: Young Adult
- 2012: King Kelly – Drogen, Sex und andere Katastrophen (King Kelly)
- 2012: Double or Nothing (Kurzfilm)
- 2012: Number Nine (Kurzfilm)
- 2013: Bluebird
- 2013: Gabriel
- 2014: The Mend
- 2014: The Heart Machine
- 2015: Bare
- 2015: You Can’t Win
- 2016: Dog Eat Dog
- 2018: Skin
- 2019: Port Authority
- 2019: Vergiftete Wahrheit (Dark Waters)
- 2021: Here Today
- 2025: Outerlands

Fernsehserien
- 2008: Law & Order
- 2010: Criminal Intent – Verbrechen im Visier (Law & Order: Criminal Intent)
- 2011: Blue Bloods – Crime Scene New York (Blue Bloods)
- 2017: The Girlfriend Experience (Fernsehserie, sieben Folgen)
- 2023: Barry (Episode 4x8)